# Légcsavar (film)
A Légcsavar (eredeti cím: Flightplan)  2005-ben bemutatott amerikai–német thriller. Főszereplője Jodie Foster.

## Cselekménye
|  | Alább a cselekmény részletei következnek! |

Többszöri visszatekintésekből (amelyek nem időbeli sorrendben követik egymást) kiderül, hogy Kyle Pratt (Jodie Foster) amerikai repülőgéptervező a kihalt berlini Alexanderplatz metróállomáson találkozik a férjével, Daviddel (John Benjamin Hickey), aki később lezuhan a házuk tetejéről és meghal. Kyle Pratt elhatározza, hogy férje holttestét Long Islanden (USA) fogja eltemetni, ezért hatéves kislányával, Juliával (aki enyhén agorafóbiás) és férje koporsójával felszállnak egy olyan gépre, amelynek hajtóművét ő maga tervezte.
Mivel vannak üres helyek a gépen, Kyle és kislánya hátrébb mennek, ahol kényelmesen lefekhetnek és aludni is tudnak. Mindketten elalszanak, majd amikor Kyle kb. 3 óra múlva felébred, azt veszi észre, hogy a kislánya eltűnt.
Kyle minden fedélzetet és utasteret bejár, megnézi a vécéket és a büféket is, de a kislány nincs sehol. Ezért arra kéri a repülőgép parancsnokát, Marcus Rich kapitányt (Sean Bean), hogy az utasok maradjanak a helyükön, és a személyzet végezzen egy alapos keresést. A keresés eredménytelen, ezért Kyle azt követeli, hogy a csomagteret és a gépházat is nézzék át, de erre a kapitány nem hajlandó.
Eközben gyanús momentum, hogy a kislányra egyik utas sem emlékszik, és sem a berlini repülőtér nyilvántartásában nem szerepel, sem az utaslistán nincs rajta. Kyle a kislány beszállókártyáját sem tudja felmutatni. A kapitány és a személyzet azon a véleményen van, hogy a kislány nem is létezik, csak Kyle találta ki, a férje halála utáni zavart állapotában. Ezért a parancsnok a gép fegyveres kísérőjének, Gene Carsonnak (Peter Sarsgaard) azt az utasítást adja, hogy bilincselje meg a nőt, és állandóan tartsa szemmel. Az utasok közül egy pszichológusnő, Lisa (Greta Scacchi) elbeszélget vele, és elmagyarázza neki, hogy ez az állapot a nemrég bekövetkezett tragikus eseménynek (ti. a férj halálának) következménye. Kyle azonban ekkor egy pillanatra észreveszi azt a szívecskét, amit a kislánya az ujjával rajzolt a repülőgép ablakára.
A kapitány időközben felvette a kapcsolatot a berlini hullaházzal, ahol a férj meghalt, és az igazgató azt az információt adja, hogy Kyle férje és kislányuk, Julia akkor haltak meg, amikor leestek a tetőről. A kapitány és a személyzet most már meg van győződve róla, hogy a kislány csak az anyja képzeletében él, ezért szánalommal tekintenek rá.
Kyle kéri, hogy kimehessen a mosdóba, ahol az őr leveszi róla a bilincset. Kyle az álmennyezet egy darabját felnyomja, és babrálni kezd az elektronikai vezérlőszekrénnyel: zárlatot okoz, amitől a repülőgép sötétbe borul. Az általa előidézett zavar miatt az utasok elé leereszkednek az oxigénmaszkok és kisebb pánik tör ki. Kyle a zűrzavarban észrevétlenül meglép az őr tekintete elől. A belső lifttel leereszkedik a csomagtérbe. Kétségbeesetten keresi a kislányát, még a férje koporsóját is felnyitja (a koporsó elektronikusan le van zárva, ezért a nyitásához egy kódot kell beütni, amit elvileg csak Kyle ismer). Ekkor érzelmileg összeomlik, Carson így találja meg. Újból megbilincseli, és visszavezeti az üléséhez.
Kyle azt kéri Carsontól, hogy a gép leszállása után fennmaradhasson, hogy megkeresse a kislányát. Carson látszólag fontolóra veszi ezt, és megígéri, hogy beszél a kapitánnyal. Carson ezután újra bemegy a csomagtérbe, és a nyitva hagyott koporsóban elrejtett robbanóanyagot (valószínűleg C4 robbanószert) és robbantószerkezetet vesz elő. Lemászik a gép orrához, ahol Julia békésen alszik (valószínűleg az általa beadott bódítószer hatása alatt), elhelyezi a robbanószert és élesíti a szerkezetet.
Carson és az egyik légiutas-kísérő, Stephanie beszélgetéséből kiderül, hogy a gyermekrablást ők hajtották végre (Stephanie meghamisította az utaslistát), és a hullaház igazgatója is benne van az összeesküvésben. Carson azt mondja a kapitánynak, hogy Kyle fel akarja robbantani a gépet, és azt követeli, hogy utaljanak át egy számlára 50 millió dollárt, és leszálláskor várja őt egy másik repülőgép. Carson és Stephanie vitatkoznak, mert Carson azt mondja, hogy miután megkapták a pénzt, mindenképpen fel fogja robbantani a gépet Juliával együtt, így azt fogják hinni, hogy Kyle tervelte ki az egészet, mert a robbantószerkezetet nála fogják megtalálni. Carson cinikusan azt is elmondja Kyle-nak, hogy a férjét ők lökték le a tetőről, mert szükség volt egy koporsóra a gépen.
A kapitány a közvetlen fenyegetés hatására úgy dönt, hogy kényszerleszállást hajt végre, és az eredeti úticél, New York helyett Új-Fundlandon teszi le a gépet (Goose Bay Airport, Kanada). Az utasok és a személyzet elhagyja a gépet. A kapitány megjegyzéséből („átutaltuk a pénzt, amit kért”) Kyle rájön, hogy miről van szó, és azt követeli, hogy Carson maradjon a gépen vele együtt.
Ahogy Carson bezárja a kijárati ajtót, Kyle fejbevágja egy tűzoltó készülékkel, egy csőhöz bilincseli a csuklóját, elveszi tőle a robbantószerkezetet, majd elmenekül. Carson hamar magához tér, és a pisztolyával ellövi a bilincset. Egy trükkös hangkeltéssel Kyle a felső szerelőszint felé csalja Carsont. Így alkalma nyílik beszélni az addig rejtőzködő Stephanie-val, aki rájön, hogy rossz dolgot tett, és elmenekül a gépről.
Kyle végre eljut abba a térrészbe, ahol addig nem járt, és megtalálja az alvó Juliát. Carson szorosan a nyomában van, és tudva, hogy Kyle hallja, cinikusan azt is elárulja, hogy a kislányt ő csempészte ki egy ételes kocsival, és a nemtörődöm utasokat hibáztatja, mert közülük senki sem foglalkozott vele, hogy mit visz. Kyle a kislányával együtt behúzódik egy védett részbe, majd berobbantja a detonátort.
A kapitány és a személyzet megdöbbenve figyeli, ahogy a robbanástól a gép első futóműve összecsuklik, és a gép orra lezuhan a betonra.  Még nagyobb meglepetést kelt, amint a füstből Kyle alakja bontakozik ki, kezében az alvó gyerekkel.
Az FBI-osok megkezdik a kihallgatásokat a várócsarnokban. A kapitány elnézést kér Kyle-tól, amiért kételkedett benne, és megjegyzi, hogy a kislány hasonlít rá. Stephanie-t megbilincselve vezetik el. Kyle a még mindig alvó gyereket egy autóhoz viszi, az utasok döbbenten nézik, mert ők is kételkedtek a létezésében. Julia végre felébred, és megkérdezi, hogy megérkeztek-e már.
|  | Itt a vége a cselekmény részletezésének! |

## Szereposztás
| Szerep                                | Színész              | Magyar hangja (1. szinkron, 2006) | Magyar hangja (2. szinkron) |
| ------------------------------------- | -------------------- | --------------------------------- | --------------------------- |
| Kyle Pratt, repülőgép-hajtómű tervező | Jodie Foster         | Ráckevei Anna                     | Orosz Anna                  |
| Gene Carson, biztonsági őr            | Peter Sarsgaard      | Stohl András                      | Csankó Zoltán               |
| Stephanie, légikísérő                 | Kate Beahan          | Fullajtár Andrea                  | Ruttkay Laura               |
| Fiona, légikísérő                     | Erika Christensen    | Ruttkay Laura                     | Kiss Erika                  |
| Julia Pratt, Kyle kislánya            | Marlene Lawston      | Talmács Márta                     | N/A                         |
| Marcus Rich kapitány                  | Sean Bean            | Haás Vander Péter                 | Kőszegi Ákos                |
| Grunick másodpilóta                   | Kirk B.R. Woller     | Rosta Sándor                      | N/A                         |
| David Pratt                           | John Benjamin Hickey | Holl Nándor                       | N/A                         |
| Lisa, pszichológus utas               | Greta Scacchi        | Igó Éva                           | Menszátor Magdolna          |
| Mr. Loud, hangos apuka                | Shane Edelman        | Tarján Péter                      | Fekete Zoltán               |
| Mrs. Loud, hangos anyuka              | Mary Gallagher       | Oláh Orsolya                      | N/A                         |
| Brittany Loud, hangos lány            | Haley Ramm           | Tamási Nikolett                   | N/A                         |
| Rhett Loud, hangos fiú                | Forrest Landis       | N/A                               | N/A                         |
| Obaid, arab utas                      | Michael Irby         | Bolla Róbert                      | N/A                         |
| Ahmed, arab utass                     | Assaf Cohen          | N/A                               | N/A                         |
| Estella, légikísérő                   | Judith Scott         | Gruber Zita                       | N/A                         |
| Eric, légikísérő                      | Matthew Bomer        | N/A                               | N/A                         |
| Mike, légikísérő                      | Christopher Gartin   | Jantyik Csaba                     | N/A                         |
| Katerina, légikísérő                  | Bess Wohl            | N/A                               | N/A                         |
| Anna, légikísérő                      | Stephanie Faracy     | Nagy Enikő                        | N/A                         |
| Elias, nagydarab utas                 | Brent Sexton         | Faragó András                     | N/A                         |
| Irene, utas Kyle mögött               | Amanda Brooks        | N/A                               | N/A                         |
| Claudia                               | Jana Kolesarova      | N/A                               | N/A                         |
| West                                  | Cooper Thornton      | N/A                               | N/A                         |
| Hullaházi igazgató                    | Christian Berkel     | (saját hangján)                   |                             |
| FBI-ügynök                            | Gavin Grazer         | N/A                               | N/A                         |
| Férfi utas a 19. sorban               | Jesse Burch          | N/A                               | N/A                         |

## Megjelenése
A film DVD-n 2006. január 24-én jelent meg.

## Bevételek
A Légcsavar az amerikai mozikban 89 602 378 dollár bevételt szerzett, és még több mint 223 milliót világszerte. A DVD-kölcsönzésekből 79 millió dollár folyt be.

## Fogadtatás
Az amerikai filmkritikusok véleményét összegző Rotten Tomatoes 38%-ra értékelte 173 vélemény alapján. Roger Ebert filmkritikus úgy írta le a filmet, mint „félelmet keltő thriller, szorosan illeszkedő történettel”.

## Díjak, jelölések
elnyert díjak
- 2006. ASCAP Film and Television Music Awards „Top Box Office Films”: James Horner

jelölések
- 2006. Szaturnusz-díj „legjobb akció/kaland/thriller”
- 2006. Szaturnusz-díj „legjobb női főszereplő”: Jodie Foster
- 2006. Teen Choice Awards „legjobb dráma”

## A film készítése

### Forgatókönyv
Peter A. Dowling 1999-ben egy telefonbeszélgetés során kapta az ötletet egy barátjától. Az eredeti történet szerint egy repülőtér biztonsági szolgálatánál dolgozó férfi üzleti útra megy az Egyesült Államok és Hongkong között, és az út során a fia eltűnik. Néhány évvel később Billy Ray forgatókönyvíró vette át a szövegkönyvet, kivette belőle a terroristákat, és sokkal nagyobb hangsúlyt helyezett a női főszereplőre, mivel Grazer, a producer úgy gondolta, hogy a szerep megfelelő lenne Jodie Foster számára. A film a főszereplő lelkivilágában végbemenő változásokat is követi, és felhasználja a 2001. szeptember 11-ei terrortámadások utáni feszültséget és paranoiát. A filmben hangsúlyosan szerepelnek arabnak kinéző utasok, akik egy ponton gyanúba keverednek, de semmi közük nincs az ügyhöz.
Dowling és Ray is engedélyt kaptak rá, hogy alaposan megszemléljék egy Boeing 747 belsejét a Los Angeles nemzetközi repülőtéren, hogy tisztában legyenek azzal a helyszínnel, ahol a cselekmény játszódik.
A történet alapötlete (eltérő végkifejlettel) hasonló egy 1955-ös epizódhoz az Alfred Hitchcock bemutatja sorozatból. Az epizód címe Into Thin Air volt.

### Szereplőválogatás
Robert Schwentke rendező reális, naturalista ábrázolást várt a színészektől. Sean Bean részben azért kapta meg a szerepet, mert a nézőkben a róla kialakult „rosszfiú” elvárással félre lehetett vezetni a nézőket, akik a történet során egy jó darabig azt feltételezik, hogy ő is a gyerekrablók kezére játszik.
A rendező mind a 300 utas kiválogatásánál jelen volt.

### Filmezés
A belsőépítész csapat elkészítette a nem létező E-474 típus belsejét (beleértve a pilótafülkét is, aminek a történetben szinte semmi szerepe nincs). A gép belső felépítése egy Airbus A380-hoz hasonló. Érdemes megjegyezni, hogy a valóságban sokkal kevesebb üres, tágas tér van kihasználatlanul egy ilyen kategóriájú gépen akár a csomagtérben, akár a szervizjáratokban. A kameraállvány mozgatása és a különböző szögekből történő felvételek érdekében a falak és a mennyezet könnyedén eltávolítható volt. A BE Aerospace több tárgyat rendelkezésre bocsátott a dekorációhoz. Az egyes helyiségek színe és kialakítása a rendező kívánsága szerint az adott helyzethez illő hangulatot sugall. Például egy fehér borításu szoba „baljós, klinikai, hideg”, az alacsony mennyezet bezártságérzetet kelt, a nagy, széles tér pedig a támpont hiányát  hangsúlyozza.
A repülőgép legtöbb külső felvételénél a repülőgép 1:10 arányban csökkentett modelljét filmezték és a képet az utómunkák során digitálisan feljavították. A gép orrának robbantása során életnagyságú és kicsinyített modellt is használtak. A repüléselektronikai műszereket felére lekicsinyítették, így a robbanás nagyobbnak látszott.

## Forgatási helyszínek
- Berlin, Németország
- Hollywood, Los Angeles, Kalifornia állam, USA
- Leipzig/Halle repülőtér, Lipcse, Németország
- Mojave, Kalifornia, USA – a Goose Bay Airport jelenetei
- Stage 16, 20th Century Fox Studios – 10201 Pico Blvd., Century City, Los Angeles, Kalifornia, USA
- Van Nuys Armory – 17330 Victory Boulevard, Van Nuys, Los Angeles, Kalifornia, USA

## Érdekesség
- Az amerikai légiutas-kísérők szövetsége (Association of Professional Flight Attendants) a film bojkottálására szólítottak fel azzal az indoklással, hogy a film a légiutas-kísérőket durva, érzéketlen és közömbös alakoknak ábrázolja, egyikük még terrorista is.[9]
- A történet elején Kyle a férjével Berlinben az „Alexanderplatz” állomáson hajnali háromkor az U5 vonalra száll fel, ami a város keleti része felé közlekedik. A kocsi hátulján az U5 jelzés és a „Hönow” név olvasható, ami a vonal egyik végállomásának neve. Amikor azonban kiszállnak a metróból a „Platz der Luftbrücke” állomáson, ez az U6 vonalon történik, Tempelhof déli kerületében, ami az ellenkező irányban van. Az U5 és U6 vonalak között nincs közvetlen kapcsolat.[10]

## Fordítás
- Ez a szócikk részben vagy egészben  a   Flightplan című angol Wikipédia-szócikk fordításán alapul.  Az eredeti cikk szerkesztőit annak laptörténete sorolja fel. Ez a jelzés csupán a megfogalmazás eredetét és a szerzői jogokat jelzi, nem szolgál a cikkben szereplő információk forrásmegjelöléseként.